# Teatrul Național din Caracal

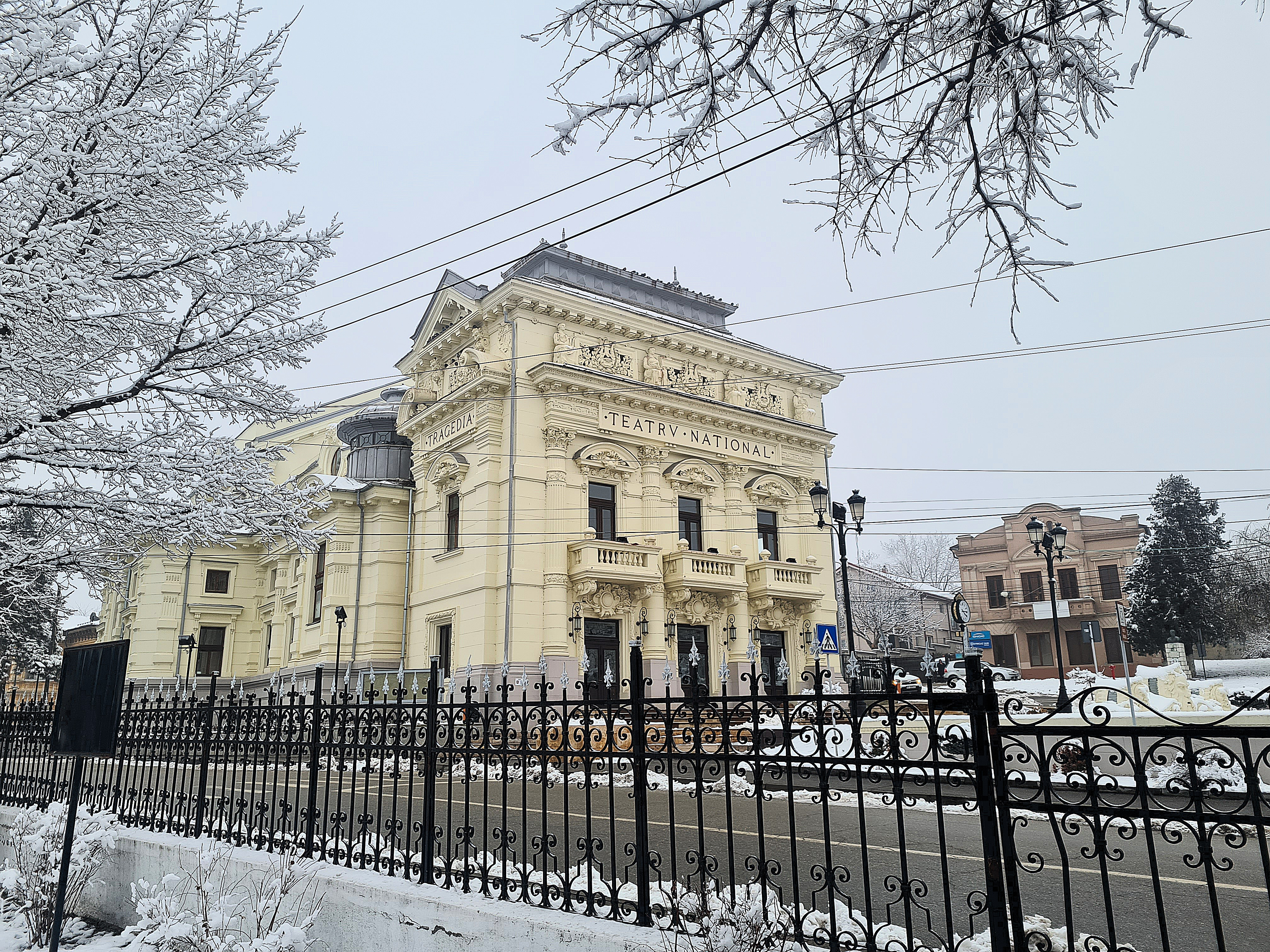
Teatrul Național din Caracal - ianuarie 2024

Piatra de temelie a teatrului din Caracal a fost pusă la 14 iulie 1896, planurile arhitecturale aparținându-i arhitectului austriac Franz Bileck. Bogăția de ornamente, la exterior și la interior a fost remarcată și de Nicolae Iorga, în scrierile sale.
În decembrie 2008 a fost terminată renovarea edificiului cultural, renovarea începând cu 22 de ani înainte.
În sala Teatrului Național din Caracal au evoluat mari nume ale culturii române, precum: George Vraca, Grigore Vasiliu Birlic, Dina Cocea, Eugenia Zaharia, Remus Comăneanu. Unele surse menționează și faptul că George Enescu ar fi susținu aici mai multe concerte în sala teatrului, precum și conferințe susținute de către Nicolae Iorga, Vasile Pârvan, Xenopol și Octavian Goga .